# 鶯丸
鶯丸 （うぐいすまる） は、平安時代（10世紀末から11世紀初め頃）に作られたとされる日本刀（太刀）。皇室の私有財産にあたる御物であり、宮内庁侍従職が管理している。

## 概要
平安時代に活動した古備前派の刀工である友成によって作られた太刀である。友成は古備前を代表する刀工であり、古伝書にはその時代を永延（987 - 989年）頃と伝える。「友成」銘の太刀には鎌倉時代の嘉禎（1235 - 1238年）の年紀を有するものもあり、同名を名乗る刀工が異なる時代に複数存在したとみられる。本作は、作風から10世紀末〜11世紀初の作とみられ、刀工の個名のわかる日本刀としてはもっとも古いものの一つである。
鶯丸の名前の由来は不詳であるが、『小笠原系図』にある感状には「鶯太刀友成」とあり、『慶元古文書』には「鶯丸友成」とあるため、今日に至るまで鶯丸と呼ばれている。室町時代には名物として扱われていた。
嘉吉元年（1441年）、鎌倉公方足利持氏の遺児である春王丸、安王丸が室町幕府に対して挙兵した結城合戦において、信濃国守護である小笠原政康は幕府方の副将軍として参戦し、女装して逃走していた春王丸・安王丸を捕らえるなど功績があったため、足利義教より鶯丸が与えられた。その後、子孫で越前勝山城主である小笠原家に伝来し、1736年（元文元年）9月13日には徳川幕府8代将軍である徳川吉宗のところへ義教から与えられた感状と合わせて鶯丸が台覧に供された。
明治維新以降は小笠原家を離れ、宗伯爵家の元に渡ったが、その後売りに出されて田中光顕が購入した。1908年（明治40年）11月に茨城県にて陸軍大演習が行われた際に、茨城県結城にゆかりがある刀として鶯丸が光顕より明治天皇へ献上された。この時田中は二つの國風を添えたとされる。
御由緒物の刀剣の多くは宮中祭祀などで役割を担っており、鶴丸などと同様に毎年1月1日に実施される宮中での歳旦祭の際に使用されることとされている。

## 作風

### 刀身
刃長81.81センチメートル、反り2.73センチメートル、元幅2.97センチメートル、先幅1.70センチメートル、元重0.69センチメートル、先重0.52センチメートル、茎反僅か。目釘孔（めくぎあな）は1つ。佩表（はきおもて）に「備前国友成」の5字銘がある。 本作は、地鉄が肌立ち、地沸（じにえ）が厚くつき、乱映りがあらわれ、刃文は直刃（すぐは）調の小乱で、上半は湾れ刃（のたれば）をまじえる。